# Vèrica
Vèrica (principis del segle i) fou el rei d'un dels estats client de l'Imperi Romà en l'antiga Britànnia. Va regnar durant els anys previs a la invasió de Claudi l'any 43.
Segons les monedes encunyades durant aquest període, Vèrica apareix com rei de la tribu dels atrèbats, fill de Commi. Va accedir al tron com successor del seu germà gran Epil·lus l'any 15 i fou coronat en la capital del seu poble Calleva Atrebatum, avui en dia Silchester. Fou reconegut com a rex per l'Imperi Romà, amb qui va establir relacions diplomàtiques i comercials.
El territori dels atrèbats estava patint un intent de conquesta per part dels Catuvel·launs, liderats per Epàtic, germà de Cunobelí, qui conquerí Cal·leva aproximadament l'any 25. Un cop mort Epàtic, deu anys més tard, Vèrica va poder reconquerir els territoris perduts, però el fill de Cunobelí, Caratac va contraatacar i va conquerir tot el regne el 40.
Cassi Dió menciona que «Bèricus» (suposadament referint-se a Vèrica) fou expulsat de Britànnia durant una revolta. Suetoni també fa referència en la seva obra, Les vides dels dotze cèsars a les exigències per part dels britons que Roma fes retornar a «certs desertors». Amb el pretext que el rex Vèrica era un aliat de Roma, Claudi va tenir una excusa per iniciar la invasió de Britànnia.
Claudi va enviar al seu general Aule Plauci per dirigir la campanya. Aquest, amb les forces combinades de les seves tropes i els britons simpatitzants i partidaris de Vèrica, derrotaren fàcilment la resistència enemiga.
Després de la invasió, és probable que Vèrica fos restaurat en el tron dels atrèbats, però no existeixen proves arqueològiques o històriques que ho demostrin. En qualsevol cas, aviat hi hagué un nou governant en la regió, Cogidubne, qui potser fou descendent seu.